# Ben Moody
Benjamin Robert Moody II (Little Rock, 22 de janeiro de 1981) é um músico, guitarrista, cantor, compositor e produtor norte-americano. É mais conhecido como cofundador e ex-guitarrista da banda de metal alternativo Evanescence entre 1995 e 2003. Desde a sua saída do grupo, colaborou com diversos artistas do meio musical, seja instrumentalmente, vocalmente ou como compositor. Algumas bandas notáveis cujo ele participou incluem We Are the Fallen e The Halo Method.

## Carreira

### Evanescence (1995–2003)
Ben Moody nasceu na cidade norte-americana de Little Rock, Arkansas. Ele conheceu Amy Lee em 1995, durante um acampamento para jovens, e os dois eventualmente viraram amigos. Juntos eles formaram a banda Evanescence, que durante seus anos iniciais lançou alguns EPs independentes e realizou apresentações esporádicas na região, até finalmente serem descobertos pela gravadora Wind-up e produzirem seu primeiro álbum completo intitulado Fallen (2003). Contudo, Moody deixou a banda em 22 de outubro de 2003 em meio à uma turnê na Europa citando "diferenças criativas".

### Colaborações e carreira solo (2004–presente)
A partir de 2004, Moody começou a colaborar com diversos artistas do meio musical. Naquele ano ele coescreveu a canção "Nobody's Home" para o álbum Under My Skin da cantora Avril Lavigne, e compôs a faixa "The End Has Come" com Jason C. Miller e Jason Jones para a trilha sonora do filme The Punisher. Ele ainda se juntou a David Hodges e outros compositores para o álbum Breakaway da cantora Kelly Clarkson, trabalhando nas faixas "Because of You" e "Addicted".
No início de 2005, Moody tocou guitarra na canção "Forever in Our Hearts", lançada exclusivamente no iTunes para fins filantrópicos relacionados ao tsunami na Ásia em 2004. Ele também colaborou com a cantora Anastacia em "Everything Burns", que foi incluída em seu álbum Pieces of a Dream e na trilha sonora do filme Fantastic Four. O músico ainda contribuiu no disco A Little More Personal (Raw) de Lindsay Lohan, e trabalhou com Bo Bice em "My World", um cover da banda SR-71, que foi incluído em seu álbum de estreia The Real Thing.
Em abril de 2006, Moody começou a trabalhar no álbum de estreia da cantora Hana Pestle. Ele coproduziu e coescreveu o disco juntamente com Michael "Fish" Herring, além de contribuir com seus vocais e instrumentais. Posteriormente ele produziu com Julian Beeston o álbum The Shadow Line da banda Godhead, além de aparecer no videoclipe da faixa "Push". Ele também colaborou novamente com David Hodges na canção "What About Now" da banda Daughtry, liderada pelo participante do programa American Idol, Chris Daughtry. Mais tarde em 2007, ele trabalhou com a cantora Céline Dion em seu disco intitulado Taking Chances.
Em dezembro de 2008, foi disponibilizado seu primeiro trabalho solo, o Mutiny Bootleg E.P. Além disso, ele anunciou seu álbum de estreia que recebeu o título All for This, e foi lançado em 3 de junho de 2009 através da FNR Records, sua própria gravadora. Seu segundo disco, You Can't Regret What You Don't Remember, saiu em 11 de novembro de 2011.

### We Are the Fallen (2009–presente)
Pouco depois do lançamento de All for This, foi anunciado que Moody havia formado a banda de metal alternativo We Are the Fallen. Os membros da banda incluem a finalista do American Idol, Carly Smithson, nos vocais, os também ex-integrantes do Evanescence, John LeCompt e Rocky Gray na guitarra e bateria, respectivamente, e Marty O'Brien no baixo. A primeira aparição pública do grupo se deu em 22 de junho de 2009 durante uma coletiva de imprensa em Los Angeles, e o álbum de estreia intitulado Tear the World Down foi lançado em 10 de maio de 2010 pela Universal Republic sob críticas positivas. Eles então promoveram o disco com uma turnê na América do Norte e Europa, e lançaram o álbum ao vivo Cirque des damnés em 2012.

### The Halo Method (2012–presente)
Em 2012, Moody se juntou ao ex-baterista do Papa Roach, Dave Buckner, e ao ex-vocalista do Rock Star Supernova, Lukas Rossi, para formar uma nova banda chamada The Halo Method. Pouco antes de seu concerto de estreia, o ex-membro do In This Moment, Josh Newell, também se juntou à banda. Um EP de quatro faixas intitulado Reset foi lançado em 28 de maio de 2013.

## Vida pessoal
Moody foi diagnosticado com transtorno bipolar em 2005, e chegou a lutar contra o vício em drogas ilícitas durante seu período no Evanescence, entrando na reabilitação após sair da banda.
Ele também teve um relacionamento de aproximadamente três anos com a vocalista do Evanescence, Amy Lee, em algum período durante sua passagem pela banda. Lee chegou a confirmar em uma entrevista que a canção "Going Under" foi inspirada por essa relação. Em 12 de janeiro de 2013, ele se casou com Jaclyn Napier em uma cerimônia privada em Las Vegas, Nevada, e tiveram duas filhas posteriormente. Napier entrou com o pedido de divórcio em maio de 2021, e Moody desde então luta pela guarda das crianças.

## Discografia

### Solo
- Mutiny Bootleg E.P. (EP) (2008)
- All for This (2009)
- You Can't Regret What You Don't Remember (2011)

### Evanescence
- Fallen (2003)

### We Are the Fallen
- Tear the World Down (2010)

### The Halo Method
- Reset (EP) (2013)

### Participações
| Ano  | Artista                     | Álbum                                       | Faixa                                                    | Nota                             |
| ---- | --------------------------- | ------------------------------------------- | -------------------------------------------------------- | -------------------------------- |
| 2004 | Avril Lavigne               | Under My Skin                               | "Nobody's Home"                                          | Composição                       |
| 2004 | (Vários artistas)           | The Punisher: The Album                     | "The End Has Come" (part. Jason C. Miller & Jason Jones) | Vocais e composição              |
| 2004 | Kelly Clarkson              | Breakaway                                   | "Because of You" "Addicted"                              | Guitarra, composição e produção  |
| 2005 | (Vários artistas)           | "Forever in Our Hearts" (single)            | "Forever in Our Hearts"                                  | Guitarra                         |
| 2005 | (Vários artistas) Anastacia | Fantastic Four: The Album Pieces of a Dream | "Everything Burns" (part. Anastacia)                     | Vocais, composição e produção    |
| 2005 | Lindsay Lohan               | A Little More Personal (Raw)                | "Fastlane" "Edge of Seventeen"                           | Arranjos, programação e produção |
| 2005 | Bo Bice                     | The Real Thing                              | "My World"                                               | Produção                         |
| 2006 | Godhead                     | The Shadow Line                             | "Push"                                                   | Produção                         |
| 2006 | Daughtry                    | Daughtry                                    | "What About Now"                                         | Composição                       |
| 2007 | Céline Dion                 | Taking Chances                              | "Alone" "This Time" "The Reason I Go On"                 | Composição e produção            |
| 2009 | Daughtry                    | Leave This Town                             | "Open Up Your Eyes"                                      | Composição                       |
| 2009 | Halestorm                   | Halestorm                                   | "Inocence"                                               | Composição                       |
| 2010 | Flyleaf                     | Remember to Live                            | "Arise"                                                  | Remixagem                        |

## Filmografia
Paralelamente aos seus empreendimentos musicais, Moody trabalha com sua produtora de televisão e cinema Makeshift Films. Ele também interpretou alguns papéis pequenos em filmes selecionados.
| Ano  | Título                    | Personagem         | Nota          |
| ---- | ------------------------- | ------------------ | ------------- |
| 2004 | Resident Evil: Apocalypse | Zombie             | Não-creditado |
| 2006 | Hollywood Kills           | Drunk Bathroom Guy |               |
| 2008 | Dead and Gone             | Booger Rose        |               |